# Governació de Tulkarem
La governació de Tulkarem (àrab: محافظة طولكرم, Muḥāfaẓat Ṭūlkarm; hebreu: נפת טולכרם, Nafat Ṭūlkarm‎) és una de les governacions (províncies) de l'Autoritat Nacional Palestina situada al nord-oest de Cisjordània. La governació posseeix una superfície aproximada en 268 quilòmetres quadrats. Segons l'Oficina Central Palestina d'Estadístiques, la província tenia 172.800 habitants en 2007. La muhfaza o capital de governació és la ciutat de Tulkarem.

## Localitats
El districte de Tulkarem compta amb 51 localitats i dos camps de refugiats. Els pobles i ciutats que s'esmenten a continuació tenen una població de més de 1.000.

### Municipis
- Anabta
- Attil
- Bal'a
- Baqa ash-Sharqiyya
- Beit Lid
- Deir al-Ghusun
- Qaffin
- Tulkarm

### Viles
| Vila                                   |
| -------------------------------------- |
| Dhinnaba - ِِذِنّابة                       |
| Far'un - فرعون                         |
| Iktaba - إكتابا                        |
| 'Illar- عِلار                           |
| Izbat Shufa - عزبة شوفة                |
| Al-Jarushiya - الجاروشية               |
| Kafr Abbush - كفر عبوش                 |
| Kafr Jammal - كفر جمّال                 |
| Kafr al-Labad - كفراللبد               |
| Kafr Rumman - كفر رمّان                 |
| Kafr Sur - كفر صور                     |
| Kafr Thulth - كقر ثلث                  |
| Kafr Zibad - كفر زيباد                 |
| Khureish - خربة خريش                   |
| Kur - كور                              |
| an-Nazla al-Gharbiya - النزله الغربيه  |
| an-Nazla ash-Sharqiya - النزله الشرقيه |
| an-Nazla al-Wusta - النزله الوسطه      |
| Nazlat Abu Nar - نزلات ابو نار         |
| Nazlat 'Isa - نزلة عيسى                |
| Nur Shams - مخيّم نور شمس               |
| Raml Zeita - رمل زيتة/قزازة            |
| Ramin                                  |
| Ras Atiya - خربة رأس عطيّه              |
| Al-Ras - الرأس                         |
| Saffarin - سفارين                      |
| Seida - صيدا                           |
| Shufta - شوفه                          |
| Sir - خربة سر                          |
| Zeita - زيتا                           |
| Shwiaka - شويكه                        |